# Палеон-Фалирон
Палео́н-Фа́лирон (греч. Παλαιόν Φάληρον ή Παλαιό Φάληρο) — город в Греции, южный пригород Афин. Расположен на Афинской равнине на берегу бухты Фалирон залива Сароникоса на высоте 5 метров над уровнем моря в 6 километрах к юго-востоку от центра Афины, площади Омониас, и в 22 километрах к западу от международного аэропорта «Элефтериос Венизелос». Административный центр одноимённой общины (дима) (Δήμος Παλαιού Φαλήρου) в периферийной единице Южных Афинах в периферии Аттике. Население — 64 021 житель по переписи 2011 года. Площадь — 4,574 квадратного километра. Плотность — 13 996,72 человека на квадратный километр. Димархом на местных выборах 2014 года избран Дионисиос Хадзидакис (Διονύσιος Χατζηδάκης).
Граничит с общинами Калитеей на северо-западе, Неа-Смирни на северо-востоке, Айос-Димитриосом на востоке и Алимосом на юго-востоке по реке Пикродафни. В Палеон-Фалироне относительно высокие цены на недвижимость.

## История
Фалер упоминается античными авторами, в том числе Геродотом и Павсанием. Основан аргонавтом Фалером, сыном Алкона и внуком Эрехтея. Служил главной гаванью Афинам до постройки Пирея. Порт располагался на берегу бухты Фалирон, начинался в Дзидзифиесе (Τζιτζιφιές, район Калитеи) и в Дельте (район Палеон-Фалирона) и заканчивался в районе Трокандеро (Τροκαντερό, район Палеон-Фалирона) и современной пристани для яхт. Фалер оставался гаванью Афин и после того, как Пирей был построен при стратегах Фемистокле и Перикле.
В районе Дельте найден некрополь древнего Фалера, который простирался от «Государственного завода самолётов» до Культурного центра имени Ставроса Ниархоса.
Геродот упоминает Фалер в описании греко-персидской войны 492—490 годов до н. э. и греко-персидской войны 480—479 годов до н. э..
Фалер часто упоминается в раннехристианский период и период османского владычества.
В 1883 году появляется конка, которая связывает Палеон-Фалирон, Неон-Фалирон и Афины. В 1910—1915 годах в Палеон-Фалироне богатые афиняне строят дома на морском побережье. Некоторые из них, такие как Кулура (Κουλούρα), сохранились. В 1922—1924 годах появляется уличное освещение. В 1930 году построен водопровод компании ΟΥΛΕΝ. В 1942 году создано сообщество Палеон-Фалирон, которое в 1961 году признано общиной (димом).

## Спорт
Для летних Олимпийских игр 2004 года был построен спортивный центр, в котором проходил групповой этап соревнований по гандболу и соревнования по тхэквондо.

## Достопримечательности
В Палеон-Фалироне на стоянке находятся крейсер «Георгиос Авероф» и эсминец «Велос». В сухом доке стоит триера «Олимпия».

## Транспорт
Палеон-Фалирон пересекают проспекты Посидонос и Сингру.

## Население
| Год  | Население, человек |
| ---- | ------------------ |
| 1991 | 62 210             |
| 2001 | 67 160             |
| 2011 | ↘ 64 021           |